# Вазісубані (Самтредський муніципалітет)
Вазісубані (груз. ვაზისუბანი) — село в Грузії.
За даними перепису населення 2014 року в селі проживає 476 осіб.